# Blackstone
Blackstone é uma cidade  localizada no estado norte-americano de Virginia, no Condado de Nottoway.

## Demografia
Segundo o censo norte-americano de 2000, a sua população era de 3675 habitantes. 
Em 2006, foi estimada uma população de 3544, um decréscimo de 131 (-3.6%).

## Geografia
De acordo com o United States Census Bureau tem uma área de 
11,7 km², dos quais 11,7 km² cobertos por terra e 0,0 km² cobertos por água.

## Localidades na vizinhança
O diagrama seguinte representa as localidades num raio de 28 km ao redor de Blackstone. 